# Germanistika
Germanistika je filologicky zaměřený obor, který se zabývá studiem německého jazyka, německou literaturou, kulturou a dějinami německy mluvících zemí.
Moderní germanistika je dnes nejčastěji považována za kombinaci tří dílčích oborů – německé jazykovědy, starší německé literární vědy a nové německé literární vědy. V minulosti zahrnovala germanistika studium i ostatních germánských jazyků a v širším významu označuje termín germanistika tato studia i dnes.

## Seznam českých univerzitních profesorů německého jazyka a literatury (ve 20.–21. století)
- prof. PhDr. Antonín Beer (MU)
- prof. PhDr. Václav Bok, CSc. (PdF ZČU/PdF JCU)
- prof. PhDr. Ingeborg Fialová-Fürst, Dr. (FF UP)
- prof. PhDr. Otokar Fischer (FF UK)
- prof. PhDr. Eduard Goldstücker (FF UK)
- prof. PhDr. Věra Höppnerová, DrSc. (PdF ZČU)
- prof. PhDr. Josef Janko (UK)
- prof. PhDr. Arnošt Vilém Kraus (UK)
- prof. PhDr. Jan Krejčí (FF MU)
- prof. PhDr. Marie Maroušková, CSc. (FF UJEP)
- prof. PhDr. Zdeněk Masařík, DrSc. (FF MU/FF OU)
- prof. PhDr. Václav Emanuel Mourek (UK)
- prof. PhDr. Jiří Munzar, CSc. (FF MU)
- prof. PhDr. Stanislav Sahánek (FF MU; profesura udělena In memoriam)
- prof. PhDr. Hugo Siebenschein (UK)
- prof. PhDr. Emil Skála, DrSc. (FF UK)
- prof. PhDr. Libuše Spáčilová, Dr. (FF UP)
- prof. PhDr. Jiří Stromšík, CSc. (FF UK)
- prof. PhDr. Alena Šimečková, CSc. (FF UK)
- prof. PhDr. Milan Tvrdík, DrSc. (FF UK/PdF UK)
- prof. PhDr. Ludvík Václavek, CSc. (FF UP)
- prof. PhDr. Lenka Vaňková, Dr. (FF OU)
- prof. PhDr. Leopold Zatočil, DrSc. (FF MU)
- prof. PhDr. Iva Zündorf, Ph.D. (FF MU)